# Jaime Aparicio (athlétisme)
Pour les articles homonymes, voir Jaime Aparicio et Aparicio.
Jaime Aparicio Rodewalt, né le 17 août 1929 à Lima au Pérou, est un athlète colombien, spécialiste du 400 mètres haies et du 400 mètres. Il a participé aux Jeux olympiques d'été de 1948 et à ceux de 1956.